# Vincent Glander

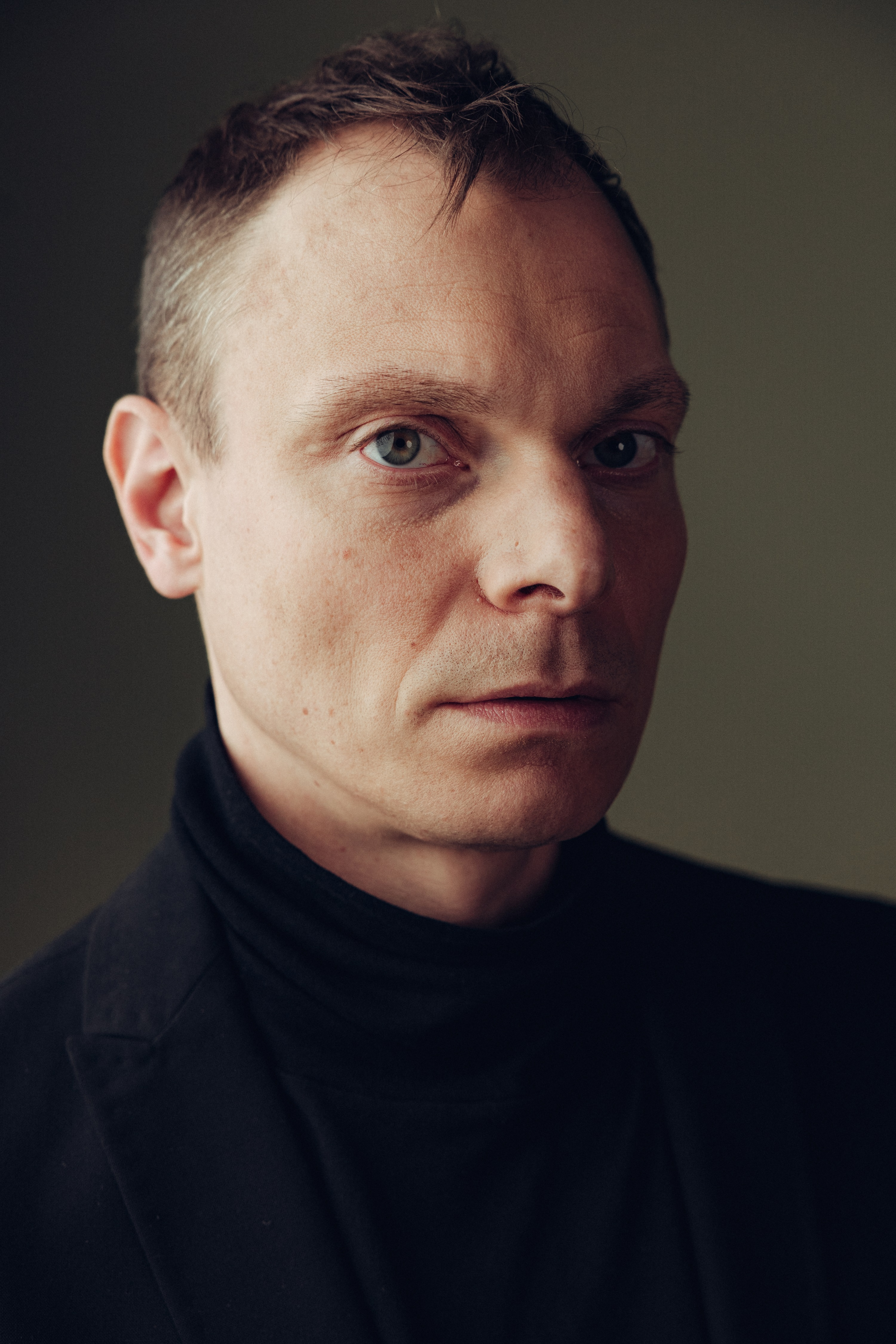
Vincent Glander (2024). Foto: Joel Heyd

Vincent Glander (* 1980 in München) ist ein deutscher Schauspieler und Sänger.

## Leben
Glander absolvierte sein Schauspielstudium an der Universität für Musik und darstellende Kunst Graz. Erstengagement 2006/07 am Theater Biel Solothurn. Von der Spielzeit 2007/08 bis Ende der Spielzeit 2011/12 war er festes Ensemblemitglied am Schauspielhaus Wien. Er wirkte dort in zahlreichen Ur- und Erstaufführungen mit. Autoren waren unter anderem Ewald Palmetshofer, Philipp Löhle, Anja Hilling und Dennis Kelly. Er arbeitete dort mit Regisseuren wie Felicitas Brucker, Nora Schlocker und Antonio Latella zusammen.
Von der Spielzeit 2012/13 bis zur Spielzeit 2015/16 war er festes Ensemblemitglied am Schauspiel Frankfurt am Main. Er arbeitete dort unter anderem mit den Regisseuren Stefan Pucher, René Pollesch, Jürgen Kruse, Johanna Wehner und Sebastian Hartmann. Unter dem Titel „Wut und Gedanke“ erarbeitete er mit Christian Franke an der Goethe-Universität Frankfurt/M. einen Theaterabend über Theodor W. Adorno und die Studentenrevolte. Zuletzt spielte er in Frankfurt in Kafkas „Amerika“ (Insz.: Philipp Preuss) und „Clockwork Orange“ (Insz.: Christopher Rüping).
Von der Spielzeit 2016/17 bis zur Spielzeit 2018/19 war er festes Ensemblemitglied am Theater Basel und spielte dort u. a. in „Im Turm zu Basel“ von Theresia Walser, „Caligula“ von Albert Camus (Insz.: Antonio Latella), „Der Revisor“ von Lukas Linder, „Das Ende von Eddy“ nach dem Roman von Édouard Louis, „Kaspar Hauser und Söhne“ von Olga Bach (Insz.: Ersan Mondtag) sowie als „Jim Boy“ in Paul Abrahams Operette „Die Blume von Hawaii“.
Seit der Spielzeit 2019/20 ist er festes Ensemblemitglied am Residenztheater München.
Vincent Glander arbeitet als Sprecher beim Hörfunk, u. a. beim Hessischen Rundfunk und beim Schweizer Rundfunk SRF.
Im Februar 2021 outete er sich im Rahmen der Initiative #actout im SZ-Magazin mit 184 anderen lesbischen, schwulen, bisexuellen, queeren, nicht-binären und trans* Schauspielern.

## Theater (Auswahl)

### Theater Biel-Solothurn
- 2006: Frühlings Erwachen (als Melchior). Von Frank Wedekind. Inszenierung: Ariane Gaffron
- 2006: Kränk (als Ernk). Von Martin Heckmanns. Inszenierung: Ariane Gaffron
- 2006: Maria Stuart (als Mortimer). Von Friedrich Schiller. Inszenierung: Hans J. Ammann
- 2007: Mittsommernachts-Sex-Komödie (als Maxwell). Nach Woody Allen. Inszenierung: Barbara Grimm

### Schauspielhaus Wien
- 2007: Hamlet ist tot. Keine Schwerkraft (als Oli). Von Ewald Palmetshofer. Inszenierung: Felicitas Brucker (Eine Koproduktion mit den Wiener Wortstaetten)[5][6]
- 2007: Schlafengehn (als Elm). Von Gerhild Steinbuch. Inszenierung: Barbara-David Brüesch
- 2007: wie ein leben zieht mein koffer an mir vorüber (als Wolkinger). Von Johannes Schrettle. Inszenierung: Stephan Lohse
- 2007: Die Schneekönigin (als Kai). Von Hans Christian Andersen. Inszenierung: Sandra Schüddekopf
- 2007: (Wilde) Mann mit traurigen Augen (als Hanno). Von Klaus Händl. Inszenierung: Susanne Lietzow
- 2008: Die Kaperer (als Arne). Von Philipp Löhle. Inszenierung: Jette Steckel
- 2008: Der Hässliche (als Herr Karlmann). Von Marius von Mayenburg. Inszenierung: Marlon Metzen
- 2008: Schwarzes Tier Traurigkeit (als Flynn). Von Anja Hilling. Inszenierung: Tomas Schweigen
- 2008: Die Mountainbiker (als Thomas). Von Volker Schmidt. Inszenierung: Alexander Charim
- 2008: Krieger im Gelee (als Mervin). Von Claudius Lünstedt. Inszenierung: Daniela Kranz
- 2008: Invasion! (als Lara). Von Jonas Hassen Khemiri. Inszenierung: Sebastian Schug
- 2009: faust hat hunger und verschluckt sich an einer grete (als Robert). Von Ewald Palmetshofer. Inszenierung: Felicitas Brucker
- 2009: Wild wuchern die Wörter in meinem Kopf (als Priester). Nach Josef Winkler. Inszenierung: Antonio Latella (In Kooperation mit den Festwochen Wien)
- 2009: worst case (diverse Rollen). Von Kathrin Röggla. Inszenierung: Lukas Bangerter
- 2009: Harry Lime lebt! (als Carl Strotter). Von Jörg Albrecht. Inszenierung: Jan-Christoph Gockel
- 2010: Karaoke-Box (als Karaoke-Box-Betreiber). Von Iwan Wyrypajew. Inszenierung: Felicitas Brucker (In Kooperation mit der Ruhrtriennale 2010)
- 2010: Kassandra oder die Welt als Ende der Vorstellung (als Boubacar). Von Kevin Rittberger. Inszenierung: Felicitas Brucker
- 2010: Bruno Schulz: Der Messias (als Sachverständiger). Von Malgorzata Sikorska-Miszczuk. Inszenierung: Michal Zadara
- 2010: Die Pappenheimer oder das O der Anna O. (als Bankchef/ Sigmund Pappenheim). Von Franzobel. Inszenierung: Jan-Christoph Gockel
- 2010: tier. man wird doch bitte unterschicht (als Bariton). Von Ewald Palmetshofer. Inszenierung: Felicitas Brucker
- 2011: Waisen (als Liam). Von Dennis Kelly. Inszenierung: Ramin Gray
- 2011: Entfernung (div. Rollen). Von Marlene Streeruwitz. Inszenierung: Samuel Schwarz
- 2011: Der Garten (als Phillip/ Wolfgang). Von  Anja Hilling. Inszenierung: Felicitas Brucker
- 2011: Der Geizige - Ein Familiengemälde nach Molière (als Cléante). Von PeterLicht nach Molière. Inszenierung: Bastian Kraft
- 2011: Grillenparz (als Winni). Von Thomas Arzt. Inszenierung: Nora Schlocker

### Schauspiel Frankfurt
- 2012: Der Meister und Margarita (als Rimski, Bossoi u. a.). Von Michail Bulgakow. Inszenierung: Markus Bothe.
- 2012: Faust I (als Schüler/ Valentin). Von Johann Wolfgang von Goethe. Inszenierung: Stefan Pucher
- 2013: Kimberlit. Ein Bestiarium (als Earl). Von Kevin Rittberger. Inszenierung: Samuel Weiss
- 2013: Was zu sagen wäre warum (als Ich). Von Oliver Kluck. Inszenierung: Alice Buddeberg
- 2013: Draußen vor der Tür (als Gott/ Tod/ Schwiegersohn). Von Wolfgang Borchert. Inszenierung: Jürgen Kruse
- 2013: Wille zur Wahrheit - Bestandsaufnahme von mir (als Thomas Bernhard: Die Kälte). Nach der Autobiographie von Thomas Bernhard. Inszenierung: Oliver Reese
- 2014: Kinder der Sonne (als Mischa). Von Maxim Gorki. Inszenierung: Andrea Moses/ Oliver Reese
- 2014: Je t'adorno (Ensemble). Von René Pollesch. Inszenierung: René Pollesch
- 2014: Macht nichts (als Erlkönigin). Von Elfriede Jelinek. Inszenierung: Johanna Wehner
- 2014: Der aufhaltsame Aufstieg des Arturo Ui (als Ernesto Roma). Von Bertolt Brecht. Inszenierung: Samuel Weiss
- 2014: "Silent noise" - Ein Projekt über Sylvia Plath (als Erzähler/ Ted Hughes). Von Laura Linnenbaum. Inszenierung: Laura Linnenbaum
- 2014: Dämonen (als Pjotr Stepanowitsch). Von Fjodor Michailowitsch Dostojewski. Inszenierung: Sebastian Hartmann
- 2015: Hin und Her (als Havlicek). Von Ödön von Horváth. Inszenierung: Katrin Plötner
- 2015: Flankufuroto - Ein Chinese namens Hans (als Mr. Lee). Von Bonn Park. Inszenierung: Hans Block
- 2015: George Kaplan (als "D"). Von Frédéric Sonntag. Inszenierung: Alexander Eisenach
- 2015: Wut und Gedanke (als Hans-Jürgen Krahl). Ein Projekt von Christian Franke über den Adorno-Schüler Krahl, die Frankfurter Schule und die Studentenbewegung. Inszenierung: Christian Franke
- 2015: Amerika (als Rossmann u. a.). Nach Franz Kafka. Inszenierung: Philipp Preuss
- 2016: Clockwork Orange (als Vater, Alex, Polizist, Arzt, Charlie). Nach dem Roman von Anthony Burgess. Inszenierung: Christopher Rüping
- 2016: Zweite allgemeine Verunsicherung (Co-Hauptrolle). Von Felicia Zeller. Inszenierung: Johanna Wehner

### Theater Basel
- 2016: Im Turm zu Basel (als Barbosa). Von Theresia Walser. Inszenierung: Sebastian Schug
- 2016: Caligula (als Scipio). Von Albert Camus. Inszenierung: Antonio Latella
- 2017: Schlaraffenland (als Sohn). Von Philipp Löhle. Inszenierung: Claudia Bauer
- 2017: Der Revisor oder: Das Sündenbuch (als Der Fremde). Von Lukas Linder nach Nikolai Wassiljewitsch Gogol. Inszenierung: Cilli Drexel
- 2017: Die Dreigroschenoper (als Strassenbandit/ Hure). Von Bertolt Brecht. Musik von Kurt Weill. Inszenierung: Dani Levy
- 2017: Goldrausch (als Eric). Von Guillermo Calderón nach dem Roman «Gold» von Blaise Cendrars. Inszenierung: Guillermo Calderón
- 2017: Die Blume von Hawaii (als Jim Boy). Operette in drei Akten von Alfred Grünwald, Fritz Löhner-Beda und Emmerich Földes. Musik von Paul Abraham. Inszenierung: Frank Hilbrich
- 2018: Das Ende von Eddy (als Eddy). Von Édouard Louis. Inszenierung: Thiemo Strutzenberger
- 2018: König Arthur (als Grimbald). Semi-Oper von Henry Purcell und John Dryden in einer Neudichtung von Ewald Palmetshofer. Inszenierung: Stephan Kimmig
- 2018: Die Verschwörerin (als Karl Magnus). Von Joël László. Inszenierung: András Dömötör
- 2018: Kaspar Hauser und Söhne (als Mutter). Von Olga Bach. Inszenierung: Ersan Mondtag
- 2019: Die Räuber (als Karl/ Amalia). Von Friedrich Schiller. Inszenierung: Thorleifur Örn Arnarsson
- 2019: Die drei Musketiere (als Aramis/ Bazin). Nach Alexandre Dumas der Ältere in einer Bearbeitung von Antonio Latella und Federico Bellini. Inszenierung: Antonio Latella

### Residenztheater München
- 2019: Sommergäste (als Schalimow, Jakow Petrowitsch, Schriftsteller). Von Maxim Gorki. Inszenierung: Joe Hill-Gibbins[7][8][9][10][11][12]
- 2019: Kassandra/ Prometheus. Recht auf Welt (als Chor/ Psychiater/ Hermes). Von Kevin Rittberger. Inszenierung: Peter Kastenmüller
- 2019: Die drei Musketiere (als Aramis/ Bazin). Nach Alexandre Dumas der Ältere in einer Bearbeitung von Antonio Latella und Federico Bellini. Inszenierung: Antonio Latella (Übernahme der Inszenierung des Theaters Basel)
- 2020: Das Ende von Eddy (als Eddy). Von Édouard Louis. Inszenierung: Thiemo Strutzenberger (Übernahme vom Theater Basel)
- 2020: Einer gegen alle (als Girgl). Frei nach dem Roman von Oskar Maria Graf in einer Bearbeitung von Alexander Eisenach. Inszenierung: Alexander Eisenach
- 2020: Dantons Tod (als Herman, Präsident des Revolutionstribunals/ Ein Lyoner). Nach Georg Büchner. Inszenierung: Sebastian Baumgarten[13][14][15]
- 2020: Tagebuch eines geschlossenen Theaters  #16: Die drei Musketiere im Lockdown light
- 2020: Autor*innen-Spezial – Tagebuch eines geschlossenen Theaters, Staffel 2, # 28: «Kirche» von Guillermo Calderón. Mit Christian Erdt & Vincent Glander. Inszenierung: Daniela Kranz
- 2021: Graf Öderland (als Der Vater/ Ein Boy/ Der Innenminister). Nach Max Frisch. Inszenierung: Stefan Bachmann (Übernahme der Inszenierung vom Theater Basel)[16]
- 2021: Tagebuch eines geschlossenen Theaters # 36 und # 88 und # 172 (mit Elias Eilinghoff)
- 2021: Ein Mittag in Quarantäne geprägt von texthermeneutischen Misserfolgen. Mit Vincent Glander und Judith Bohle. Inszenierung: Jos Diegel
- 2021: Es waren ihrer sechs (als Willi Graf u. a.). Eine Hommage an den Münchner Widerstand "Die Weiße Rose". Frei nach dem Roman von Alfred Neumann in einer Bearbeitung von Tomasz Śpiewak. Inszenierung: Michał Borczuch
- 2021: Cyrano de Bergerac (als Christian – Einsamkeit B). nach Edmond Rostand in einer Bearbeitung für zwei Einsamkeiten von Federico Bellini und Antonio Latella[17][18]
- 2022: Der Drang (als Fritz, jung, Bruder von Hilde). Von Franz Xaver Kroetz. Inszenierung: Lydia Steier
- 2022: Warten auf Platonow (als Linker Mittelfinger). Nach Anton Pawlowitsch Tschechow. Inszenierung: Thom Luz[19]
- 2022: Der Schiffbruch der Fregatte Medusa (Ensemble). Von  Alexander Eisenach nach dem historischen Bericht von Jean-Baptiste Henri Savigny und Alexandre Corréard. Inszenierung: Alexander Eisenach
- 2022: Das Vermächtnis – The Inheritance (als Junger Mann / Junger Henry / Dealer / Pförtner 2). Von Matthew López – frei nach dem Roman «Howards End» von E. M. Forster. Inszenierung: Philipp Stölzl
- 2023: Götz von Berlichingen (als Bischof von Bamberg) . Nach Johann Wolfgang von Goethe. Inszenierung: Alexander Eisenach[20][21][22]
- 2023: Peer Gynt (als Der Bräutigam / Troll / Kari, Häuslersfrau / Master Cotton / Ein Fellache mit einer Königsmumie / Ein Bootsmann / Ein Amtmann). Nach Henrik Ibsen. Inszenierung: Sebastian Baumgarten[23]
- 2023: Jetzt oder Nie – Ein Liederabend von  Florian Paul und Max Rothbart. Inszenierung und Text: Max Rothbart – Musikalische Leitung: Florian Paul[24]
- 2023: Resi liest – Das Märchen meines Lebens. Von Hans Christian Andersen. Mit Vincent Glander und Florian Jahr. Inszenierung: Daniela Kranz
- 2024: Sternstunden der Menschheit. Nach Stefan Zweig in einer Fassung von Thom Luz. In Kooperation mit den Salzburger Festspielen. Inszenierung: Thom Luz[25]
- 2024: Mosi – The Bavarian Dream (als Vater / der Mann im Rampenlicht / Butler). Von Alexander Eisenach. Inszenierung: Alexander Eisenach[26][27][28][29][30]
- 2025: Sankt Falstaff (als #5 / Das Mundwerk / Franz). Von Ewald Palmetshofer frei nach «King Henry IV» von William Shakespeare (Uraufführung / Auftragswerk). Inszenierung: Alexander Eisenach[31]
- 2025: Im Dickicht der Stadt - Eine transdisziplinären Expedition in die urbane Wildnis der Stadt München. Inszenierung: Max Grünewald und  Alexander Eisenach (In Kooperation mit der Climate School der LMU München)

### Theater an der Wien
- 2023: Candide - A Comic Operetta (als Voltaire/ Erzähler). Szenische Aufführung der Concert Version. Musik von Leonard Bernstein. Buch von Hugh Wheeler nach Voltaire. Gesangstexte von Richard Wilbur. Musikalische Leitung: Marin Alsop. Inszenierung: Lydia Steier[32]

## Filmographie (Auswahl)
- 2020:Der Pfad (als Pierre). Regie: Tobias Wiemann (Kinofilm)
- 2021: Yellow is the Sky (als Markus). Regie: Laura Kansy (Kinofilm)[33]
- 2021: I Care - The Perfect Society (als Jan). Regie: Michael Mews (Kurzspielfilm für die Hochschule für Fernsehen und Film München)
- 2021: Ein Mittag in Quarantäne geprägt von texthermeneutischen Misserfolgen (als Polizist). Regie: Jos Diegel (Kurzfilm)

## Ehrungen und Auszeichnungen
- 2009: Nominierung als bester Nachwuchsschauspieler (Theater heute)
- 2021: Einladung zum Berliner Theatertreffen mit Graf Öderland (Theater Basel/ Residenztheater München)
- 2022: Nominierung für den  Kurt-Meisel-Preis der Freunde des Residenztheaters e.V. für herausragende künstlerische Leistung
- 2023: Nominierung für den  Kurt-Meisel-Preis der Freunde des Residenztheaters e.V. für herausragende künstlerische Leistung
- 2024: Nominierung für den  Kurt-Meisel-Preis der Freunde des Residenztheaters e.V. für herausragende künstlerische Leistung
- 2025: Nominierung für den  Kurt-Meisel-Preis der Freunde des Residenztheaters e.V. für herausragende künstlerische Leistung